# NGC 5857
NGC 5857 este o galaxie seyfert de tip 2⁠(d) situată în constelația Boarul. A fost descoperită în 1788 de către William Herschel.